# 경기국제항공전
경기국제항공전(京畿國濟航空展)은 대한민국 경기도 안산시 일대에서 2011년 5월 5일부터 10일까지 한 항공 축제이다.